# Львувек-Шлёнски
Льву́век-Шлёнски (пол. Lwówek Śląski, нем. Löwenberg in Schlesien) — город в Польше, входит в Нижнесилезское воеводство, Львувецкий повят. Центр городско-сельской гмины. Занимает площадь 25 км². Население — 9.434 человек (на 2009 год).

## Города-побратимы
- Нуадан-ле-Везуль (Франция, с 2006)[3]

## Галерея
- Ратуша
- Средневековая башня
- Бывшая евангелическая церковь
- Оборонительная стена с башней
- Средневековая стена
- Бюргерхаус
- Старый дом
- Старый дом
- Церковь
- Дворец Гогенцоллернов-Хехинген
- Замок